# Leptosomatum clavatum
Leptosomatum clavatum is een rondwormensoort uit de familie van de Leptosomatidae. De wetenschappelijke naam van de soort is voor het eerst geldig gepubliceerd in 1958 door Platonova.